# (3503) Brandt
(3503) Brandt (1981 EF17) – planetoida z grupy pasa głównego asteroid okrążająca Słońce w ciągu 4,23 lat w średniej odległości 2,62 j.a. Odkrył ją Schelte Bus 1 marca 1981 roku.